# Riekkola
Riekkola este o arie protejată (arie specială de conservare — SAC, sit de importanță comunitară — SCI) din Suedia întinsă pe o suprafață de 10,9 ha, integral pe uscat.

## Localizare
Centrul sitului Riekkola este situat la coordonatele 65°48′45″N 24°06′50″E / 65.8124°N 24.1139°E.

## Înființare
Situl Riekkola a fost declarat sit de importanță comunitară în iunie 2001 pentru a proteja 1 specie de plante. Situl a fost protejat și ca arie specială de conservare în martie 2011.

## Biodiversitate
Situată în ecoregiunile boreală și marină baltică, aria protejată conține 3 habitate naturale: Estuare, Pășuni de coastă din Baltica boreală, Păduri naturale în etape succesive primare ale suprafețelor emergente de coastă.
La baza desemnării sitului se află o specie protejată de  plante: Persicaria foliosa.